# Jerka
Jerka (prononciation : [ˈjɛrka]) est un village polonais de la gmina de Krzywiń dans le powiat de Kościan de la voïvodie de Grande-Pologne dans le centre-ouest de la Pologne.
Il se situe à environ 5 kilomètres au nord-est de Krzywiń (siège de la gmina), à 17 kilomètres au sud-est de Kościan (siège du powiat) et à 45 kilomètres au sud de Poznań (capitale régionale).
Le village possédait une population de 1 414 habitants en 2006.

## Histoire
De 1975 à 1998, le village faisait partie du territoire de la voïvodie de Leszno.

Depuis 1999, Jerka est situé dans la voïvodie de Grande-Pologne.